# Henry Ernest Kendall
Henry Ernest Kendall, homme politique canadien, fut Lieutenant-gouverneur de la province de Nouvelle-Écosse de 1942 à 1947.